# Dis Pater
Dis Pater era un déu romà relacionat amb del món subterrani, identificat des de molt antic amb el déu grec Plutó. El seu nom podria significar "pare ric" o "pare de les riqueses", perquè originàriament era un déu agrari, amb poder sobre totes les riqueses que provenen del sòl. També se'l va identificar amb els déus Februus i Orc. Alguns acadèmics pensen que el seu culte seria una forma més antiga de Júpiter, en la seva vessant ctònica.

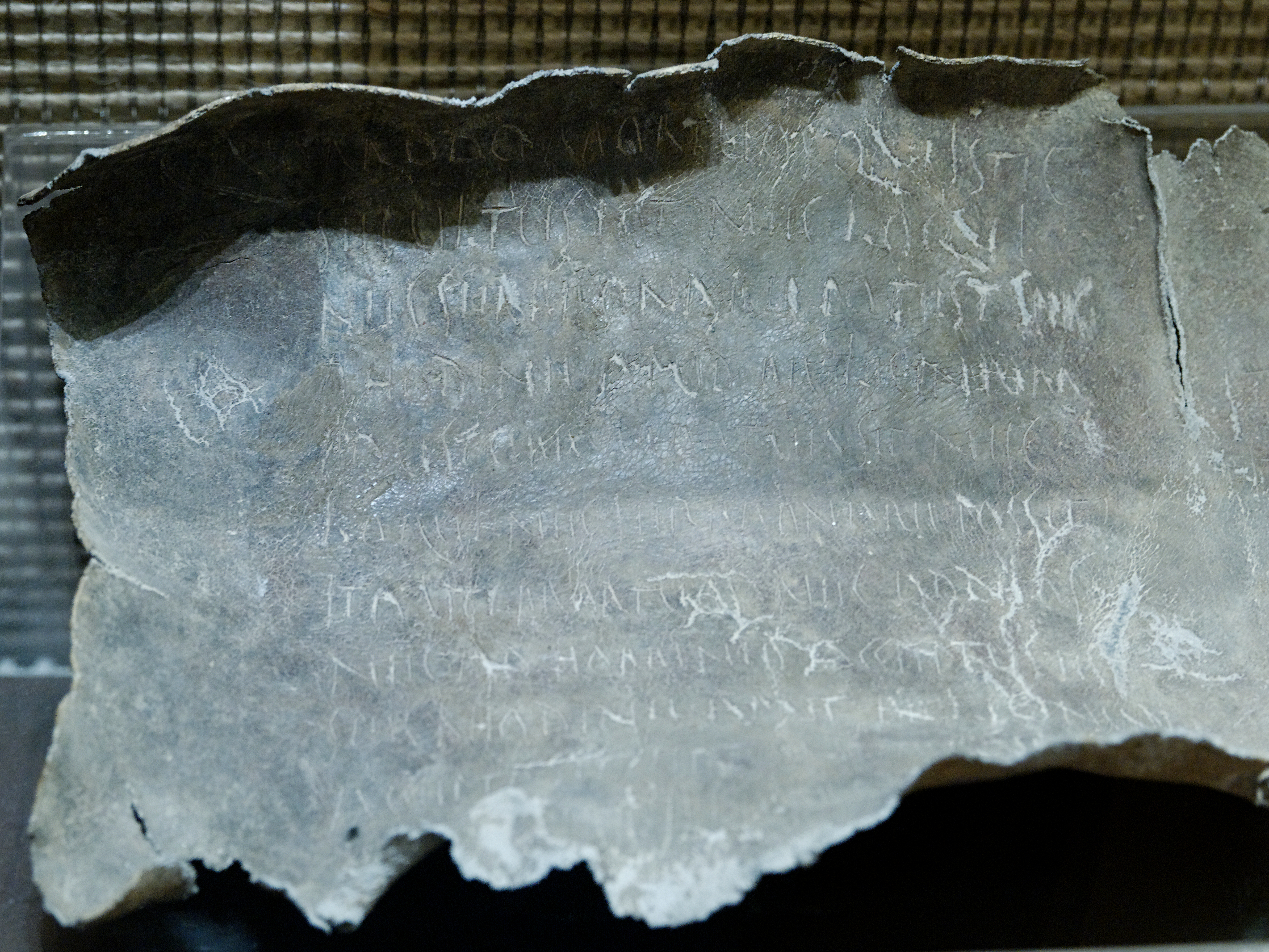
Taula del segle I aC amb una invocació (defixio) de Dis Pater

## Etimologia
Ciceró, a la seva obra De Natura Deorum deia que la paraula Dis era la contracció de l'adjectiu dives («ric»), d'on es dedueix que el significat inicial del nom d'aquest déu era «Pare de les riqueses» i, a partir d'aquí, se'l va identificaar amb el déu grec Πλούτων, (Ploutōn, Plutó), derivat d'una paraula grega que significa «poderós, ric». Però la majoria de les explicacions etimològiques que oferia Ciceró no són vàlides des del punt de vista dels lingüistes moderns. Amb tot, aquesta proposta en concret ha sigut acceptada per alguns autors, fins i tot n'hi ha que han suggerit que Dis Pater sigui un préstec importat i traduït directament del grec.
Altres acadèmics han proposat que el seu nom derivi de Dius Pater i, més enrere, d'una arrel indoeuropea Dyeus Ph'ter, exactament igual que Júpiter. Segons aquesta teoria seria, per tant, una expressió més antiga d'aquest déu.

## Origen
Hi ha quatre orígens proposats sobre la procedència del culte a aquest déu: grec, sabí, celta i, potser la més acceptada actualment, que es tractava d'un culte prehistòric autòcton i coincident amb altres de semblants en altres cultures.
L'origen grec es fonamenta en el text de Ciceró ja esmentat.
Servi Maure Honorat és l'únic qui defensava l'origen sabí, identificant-lo amb Soranus, però es pot tractar d'una confusió en interpretar l'Eneida. La seva suposició també podria estar basada en el mite de Valesius, l'home d'origen sabí que va promoure el seu culte a Roma.
A partir d'un comentari de Juli Cèsar a la seva narració sobre la conquesta de les Gàl·lies en què afirmava que els gals deien ser tots ells descendents de Dis Pater, es va proposar que aquest déu era de procedència celta. Això no obstant només és un exemple d'interpretatio romana: els romans explicaven als habitants de les terres conquerides els seus costums i creences religioses i si trobaven alguna semblança amb un déu local l'identificaven, de manera que la tradició romana fos millor acceptada pels conquerits. Els punts probables a partir dels quals es va fer aquesta connexió seria el seu caràcter ctònic associat a la fertilitat i la prosperitat de la terra. En aquest sentit hi ha diversos deus celtes que podrien ser candidats a la identificació, per exemple el celta adorat pels gals Sucellus, Donn venerat pels celtes irlandesos, o Beli Mawr pels gal·lesos, entre d'altres. Al sud de Germània, a prop dels Balcans, Dis Pater tenia de consort una deessa celta anomenada Aericura.
L'origen suscitat per Juli Cèsar va ser mantingut pels druides, però l'arqueòleg i investigador Jean-Louis Brunaux opina que la comparació amb la personalitat del déu gal només pot ser entesa si es relaciona amb la creença transmesa pels druides, a través del concepte de: la transmigració de les ànimes, una forma metempsicosi en la qual l'ànima del difunt es trasllada a un altre cos humà després de la seva mort. En el text de Cèsar, el tema que s'esmenta, és que els cossos humans són els únics vehicles de l'ànima, mentre que el déu gal és el pare de totes les ànimes. L'historiador Paul Marie Duval veu més factible el paral·lelisme entre Dis Pater i Sucellos, un déu gal, representat en les imatges portant un mall i al qual se li atribuïa el poder de fer renéixer copejant la terra amb aquesta eina.

Georges Dumézil, seguint l'etimologia que el deriva de Dius Pater i Júpiter, va proposar que en temps arcaics devia formar part d'una parella formada per Dis Pater i Dius Fidius, més tard Summanus i Júpiter. El primer membre d'aquestes parelles encarna els misteris i la violència del cel nocturn mentre que el segon membre se li atribueix la certesa, la claror del dia, la legalitat. En la mitologia vèdica es pot trobar un equivalent amb els déus Varuna i Mitra.

## Mitologia
Els qui el van identificar amb Plutó, li van atribuir els mateixos poders sobre l'inframon i el domini creador sobre les gemmes, pedres precioses i metalls, que s'originen a l'interior de la terra. Amb el temps va adquirir la connotació de ser, també per influència grega, el déu de l'Hades, és a dir, el món dels morts. Pel mateix motiu, el van relacionar amb les llegendes de la mitologia grega i va passar a ser un dels tres fills de Saturn (Cronos per als grecs) i d'Ops (identificada amb la grega Rhea). Era l'espòs de Prosèrpina. Els poetes van fer servir el seu nom com a sinònim de "mort".

## Culte
L'any 249 aC i el 207 BC, el senat romà, a proposta del senador Lucius Catelli va ordenar uns dies festius especials per congraciar-se i evitat la ira de Dis Pater. Després d'això cada cent anys s'havia de celebrar una festa en el seu nom. Segons la llegenda, un ciutadà anomenat Valesius, va descobrir miraculosament un antic altar circular de marbre dedicat a Dis Pater i a Prosèrpina (en llatí: Ara Ditis Patris et Proserpinae), a la zona del Tarentum al Camp de Mart. Per aquest motiu la celebració en nom de Dis Pater va rebre el nom de ludi Tarentini. Aquest santuari podria ser que el tornessin a amagar sota terra cada vegada que s'acabaven els jocs i el tornessin a desenterrar cada vegada que es tornaven a celebrar, un costum no gens estrany tractant-se d'una deïtat de caràcter ctònic. Les restes van ser trobades l'any 1886–87 en unes excavacions sota el carrer Corso Vittorio Emanuele de la ciutat de Roma i ocupava una plataforma quadrada de 3'40m. Juntament a les restes del santuari es van trobar unes plaques de marbre amb inscripcions sobre els diferents jocs Seculars que es van celebrar.